# Cleone di Cilicia
Cleone di Cilicia (... – 132 a.C.) fu uno schiavo dell'epoca romana.

## Biografia
Originario dell'Asia minore e schiavo in Sicilia, nel 136 a.C. allo scoppio della prima guerra servile capeggiata dallo schiavo Euno, promosse egli stesso una seconda rivolta servile, andando poi con i suoi compagni ad ingrossare le file dei ribelli e ponendosi sotto al comando di Euno.
Dopo una prima vittoria, cadde durante una temeraria sortita da Enna posta sotto assedio dai romani; il suo corpo fu esposto agli assediati per fiaccarne il morale.